# Rashel Novikoff
Rashel Novikoff (8 agosto 1897 – New York, 28 marzo 1980) è stata un'attrice statunitense.

## Biografia
Ha incominciato la sua carriera nella pellicola Harry e Tonto, interpretando la signora Rothman. Di seguito è stata la zia Mema nel film Lenny ed ha interpretato una cliente in I ragazzi irresistibili. Nel 1977 ha interpretato la parte della zia Tessie in Io e Annie e nel 1979 è nelle vesti di Sadie nel lungometraggio Boardwalk. Ha recitato anche nel film per la televisione Siege.

## Filmografia
- Harry e Tonto (Harry and Tonto), regia di Paul Mazursky (1974)
- Lenny, regia di Bob Fosse (1974)
- I ragazzi irresistibili (The Sunshine Boys), regia di Herbert Ross (1975)
- Stop a Greenwich Village (Next Stop, Greenwich Village), regia di Paul Mazursky (1975)
- Io e Annie (Annie Hall), regia di Woody Allen (1977)
- Siege, regia di Richard Pierce (1978) - film TV
- Boardwalk, regia di Stephen Verona (1979)